# Vasilij Ivanovitj Tjujkov

Vasilij Ivanovitj Tjujkov (russisk: Василий Иванович Чуйков) (født 31. januar 1900 i Serebrjanyje Prudy, Moskva oblast død 18. marts 1982 i Moskva), RSFSR, USSR var en sovjetisk militær officer og politiker.
Tjujkov er især kendt for sin ledende rolle i 2. verdenskrig under Slaget om Stalingrad og for modtagelsen kapitulationen fra de tyske styrker ved Slaget om Berlin. Tjujkov var også chef for de sovjetiske tropper i Tyskland (1949-53), Kommandør over Kiev Militær Distrikt(1953–60), Chef for Sovjetunionens væbnede styrker og vice-forsvarsminister (1960–64) samt leder af Sovjetunionens civile forsvarsstyrker (1961–72).
Han modtog en række hædersbevisninger, bl.a. 2 gange som Sovjetunionens Helt og udnævnt til Marskal af Sovjetunionen. Fra 1961 og indtil sin død var han medlem af Centralkomiteen for Sovjetunionens kommunistiske parti.

## De tidlige år
Tjujkov voksede op i en fattig landbrugsfamilie med tolv børn. Han blev født som det ottende barn og den femte af otte brødre. Han gik fire år i landsbyens skole. Som 12-årig tog han til Sankt Petersborg, hvor hans brødre allerede boede og arbejdede. Han arbejde i et par år som portnerdreng og kom senere i lære som klejnsmed, og arbejdede på fabrik. 

## Revolution og borgerkrig
Som tre af hans brødre kom han i 1917 til Østersøflåden i Kronstadt (Rusland).  To af hans brødre deltog aktivt i stormen på Vinterpaladset og dermed i Oktoberrevolutionen. Han selv blev kun kortvarigt i flåden, men ligesom sine brødre blev han en tidlig tilhænger af bolsjevikkerne. I 1917 blev Tjujkov medlem af den Den Røde Garde (Rusland), der i 1918 blev indlemmet i Den Røde Hær. I 1918 deltog han i nedkæmpelsen af de socialrevolutionæres opstand i Moskva.
I oktober 1918 blev Tjujkov som vicekompagnichef sendt til fronten mod i sydøst mod den Hvide hær. I foråret 1919 blev han chef for det 40. regiment (senere omdøbt til 43. regiment), der udgjorde en del af den 5. Arme under Tukhatjevskij, der kæmpede i Sibirien mod Aleksandr Koltjak.  Ligeledes i 1919 blev Tjujkov medlem af Det russiske kommunistparti (bolsjevikkerne).
Tjujkovs deltagelse borgerkrigen blev bemærket. Under kampene fra 1919 til 1920 blev han hædret to gange med det Røde Fane-ordenen for mod og heroisme. Han var også blevet såret fire gange. Ved den ene krigsskade, som han pådrog sig i Polen i 1920, kunne et fragment i venstre arm ikke fjernes. Han fik en delvis lammelse der betød, at han midlertidigt ikke kunne bruge armen. Denne skade anses som årsag til, at han i 1981 blev ramt af blodforgiftning, som til sidst efter 9 måneders sygdom forårsagede Tjujkovs død. 

## Mellemkrigstiden
Fra juli 1921 til januar 1922 var Tjujkov leder af garnisonen i byen Velisj i Smolensk provinsen og derefter atter regimentschef, inden han fortsatte sin militære uddannelse på den Røde Hærs Militærakademi opkaldt efter Mikhail Vasiljevitj Frunse, der var akademiets leder fra 1923-25. Tjujkov afsluttede uddannelsen i 1925, men blev tilbudt at fortsætte studierne på akademiets afdeling for orient studier, hvor han frem til 1927 studerede kinesisk sprog og kultur .
I efteråret 1926 var Tjujkov deltager i en diplomatisk rundrejse i Kina,  og efter afslutningen af studierne i 1927, blev han udsendt som militærattache til Kina.  Han lærte her at tale flydende kinesisk og fik et dybere kendskab til landets politik og kultur. .
På det personlige plan blev Tjujkov i 1926 gift med Valentina Petrovna Pavlova, som han havde lært at kende på en ferie i sin fødeby året forinden og som han levede sammen med hele livet.
Som følge af den Kinesisk-sovjetiske konflikt i 1929 blev Tjujkov tvunget til at forlade Kina, fordi Sovjetunionen den 13. juli brød de diplomatiske forbindelser med Republikken Kina. Tjujkov blev herefter udstationeret til den nyoprettede særlige Røde Hær-enhed i Fjernøsten i Khabarovsk. Her arbejdede han med militære efterretninger og rapporterede til chefen for den fjernøstlige arme Vasilij Blücher. 
Fra august 1932 blev han chef uddannelsen af efterretningspersonel. Efter at den fjernøstlige arme havde besejret den kinesiske nordøstlige arme under ledelse af Zhang Xueliang, deltog Tjujkov i de efterfølgende forhandlinger, der genoprettede Sovjets kontrol over jernbanen fra Tjita til Vladivostok. 
I 1935-36 gennemførte han et uddannelsesforløb på Stalin-Militærakademiet i Moskva. Herefter blev han i december 1936 kommandør for en mekaniseret brigade i byen Kiselevitji (i Bobrujsk området) og i april 1938 for et skyttekorps. Tjujkov bliver i juni 1938 chef for hæren i Bobrujsk (Hviderusland).

## Optakten og begyndelsen afAnden verdenskrig
Den 7 oktober 1938 godkendes Tjujkov som medlem af det Militærråd, der rådgiver folkekommisæren for forsvar af Sovjetunionen, dvs. forsvarsministeren.
I september 1939 omdøbes hærenheden i Babrujsk til Sovjetunionens 4. Arme; og fortsat med Tjujkov som leder deltager de i invasionen af Polen i forlængelse af Molotov-Ribbentrop-pagten.
Under Vinterkrigen blev han i december 1939 udstationeret som øverstbefalende for Sovjetunionens 9. Arme i den nordlige del af Republikken Karelija. Her erstattede han Mikhail Pavlovitj Dukhanov, der den 22. december var blev forflyttet på grund af en episode, hvor 3 finske regimenter havde omringet og tilintetgjort 2 sovjetiske riffeldivisioner. Episoden var en del af Slaget ved Suomussalmi, hvor Sovjetunionen led nederlag.
Fra marts til december 1940 blev Tjujkov igen øverstkommanderende for den 4. arme i Hviderusland. Herefter blev han sendt til Republikken Kina som militærattache og som militær rådgiver for Chiang Kai-shek. På dette tidspunkt var Kina under angreb fra Japan, hvor der samtidig var borgerkrig mellem Chiangs nationalister og Mao Zedongs kommunister. Tjujkovs opgave gik ud på at holde kineserne samlede i modstanden mod Japan, for at forhindre at Japan angreb Sovjetunionen.
I maj 1942 blev Tjujkov kaldt tilbage til Sovjetunionen, der siden 22. juni 1941 havde været i krig med Nazi-Tyskland: Den Store Fædrelandskrig.
Ifølge Tjujkovs memoirer blev han trukket tilbage, fordi Nationalist Kina påstod, at Sovjetunionen gav militær hjælp, som del af et forsøg på at trække Sovjetunionen ind i den anden 2. kinesisk-japanske krig.

## Stalingrad 1942-1943
Tjujkov kom til Tula, syd Moskva, hvor man var begyndt at opbygge en arme (1. reservehær, senere omdøbt til den 64. armé), der skulle sendes til Stalingrad. Arméen, med Tjujkov i den operative ledelse, ankom til Stalingrad og deltog i kampene i forbindelse med tilbagetrækningen fra byen på de ydre indfaldsveje.
I juni 1942 blev han forfremmet til generalløjtnant.
Fra 12. september 1942 fik han med besked på at holde Stalingrad for enhver pris overdraget kommandoen over den vigtige 62. armé. Under Tjujkovs ledelse blev arméen berømt for sit 6 måneders forsvar af Stalingrad, der foregik i den totalt ødelagte by, fra gade til gade og fra isolerede brohoveder ved bredden af Volga.
I Stalingrad udviklede Tjujkov sin strategi med at ”holde fjenden tæt”. De sovjetiske soldater skulle være så nær fjenden, at tyskerne med deres overlegne luftvåben, og artilleri ikke kunne skyde uden risiko for at ramme deres egne soldater. Det tyske panser blev trukket ind i byens kaos af murbrokker, hvorved deres manøvredygtighed blev hindret, i stedet kunne angribes med molotovcocktails, antitank-rifler og let artilleri. Desuden oprettede han særlige angrebsgrupper, der pludselig kunne bryde ind i husene og kunne fremføres med underjordiske hjælpemidler.
Tjujkov var også kendt for sin hårdhed. I slutningen af 1942 havde han i henhold til Stalins ordre nr. 270 fået skudt officerer, som ikke fulgte hans ordrer. Formålet var at statuere eksempler for soldaterne. I sin bog  Stalingrad - Beginning of the Way , redegør han for sit syn på slaget ved Stalingrad. Tjujkov retfærdiggjorde efterfølgende sin hårdhed med udtrykket "tid er blod" (svarende til mottoet "tid er penge"): han havde opfordret sine officerer til at træffe hurtige beslutninger, ellers ville deres tøven have truet deres underordnedes liv. Han skød flere officerer selv. Tjujkov skrev: ”Vi anvendte straks de hårdeste foranstaltninger på alle fejder. Den 14. skød jeg kommandanten og kommissæren for et regiment, lidt senere skød jeg også to brigadekommandanter og kommissærerne. Alle var helt forbløffede. Vi kundgjorde dette for alle krigere, men først og fremmest for officererne. ” 

## Slutningen af krigen (1943-1945)
Efter sejren ved Stalingrad blev den 62. armé omdøbt til den 8. Garde Armé. Tjujkov kommanderede arméen som en del af den 1. Hviderussiske Front gennem Hviderusland og Polen; for til sidst at deltage i den sovjetiske offensiv, der erobrede Berlin.
Den 8 Garde Armés fremdrift gennem Polen var præget af massive forceringer over vanskeligt terræn (ved adskillige lejligheder gik arméen 64 km på en enkelt dag). Den 1. maj 1945 var Tjujkov, der opererede i det centrale Berlin, den første allierede officer, der lærte om Adolf Hitlers død. Tjujkov blev underrettet af general Hans Krebs, som var kommet til Tjujkovs hovedkvarter under hvidt flag.
Den 2. maj 1945 accepterede Tjujkov overgivelsen af Berlins styrker fra general Helmuth Weidling.

## Senere liv
Efter krigen fortsatte Tjujkov som chef for den 8. Garde Armé i Tyskland og fungerede senere som øverstkommanderende for de sovjetiske styrker i Tyskland fra 1949 til 1953.
Herefter blev han udnævnt til øverstbefalende for Kiev Militært distrikt. I denne tjeneste, blev han den 11. marts 1955 forfremmet til Marskal af Sovjetunionen. Fra 1960 til 1964 var han øverstbefalende for den sovjetiske hær. Han var også som chef for det civile forsvar fra 1961 indtil hans pension i 1972.
Fra 1961 og indtil sin død var Tjujkov medlem af Centralkomiteen for Sovjetunionens kommunistiske parti.
Tjujkov var konsulent ved udformningen af mindesmærket for slaget ved Stalingrad ved Mamajev Kurgan, hvor han efter sin død i en alder af 82 år blev begravet.

## Hæder og æresbevisninger
Sovjetunionen
|                                                                              | Sovjetunionens Helt, to gange (19.marts 1944, 6. april 1945) |
|                                                                              | Leninordenen, ni gange (26. oktober 1943, 19. marts 1944, 21. februar 1945, 11 februar 1950, 11. februar 1960, 12. februar 1970, 11. februar 1975, 21. februar 1978, 11. februar 1980) |
|                                                                              | Oktoberrevolutionens orden (22. februar 1968) |
|                                                                              | Røde Fane-ordenen, fire gange (1920, 1925, 1944, 1948) |
|                                                                              | Suvorovordenen, 1. Kl., tre gange (28. januar 1943, 23 .august 1944, 29. maj 1945) |
|                                                                              | Røde Stjerne-ordenen (1940) |
|                                                                              | Medalje for "Forsvaret af Stalingrad" |
|                                                                              | Æresvåben – indgraveret sværd med Sovjetunionens nationalemblem i guld (22. februar 1968)                                                                                              |
| Adskillige andre udmærkelser samt æresbevisninger fra udenlandske regeringer | |

## Eksterne links
- Wikimedia Commons har flere filer relateret til Vasilij Ivanovitj Tjujkov
- Slaget om Stalingrad: Hitler og Stalins personlige duel Artikel på Historienet.dk
- Russisk: http://militera.lib.ru/memo/russian/chuykov/index.html Vasilij Tjujkovs memoirer: Сражение века] “Århunderets kamp – Beskriver hans erfaringer ved slaget om Stalingrad.
- Russisk: Memoirs by Vasili Chuikov: Конец третьего рейха Enden på Det Tredje Rige – Beskriver hans erfaringer fra de sidste måneder af krigen, sluttende med Slaget om berlin.
- Russisk: Biography Website dedikeret til Sovjetunionen/Ruslands helte.
- Russisk: Slaget om Stalingrad Arkiveret 29. oktober 2020 hos  Wayback Machine Website med forskelligt arkivmateriale, erindringer, biografier mv.